# Wanderer-Fantasie

Introdução ao primeiro movimento

A Fantasia em dó maior, opus 15, D.760 denominada Wanderer é uma fantasia para piano em quatro movimentos composta por Franz Schubert em novembro de 1822.
Esta fantasia é considerada como a composição de Schubert para piano mais exigente tecnicamente, e uma das poucas a exigir virtuosismo. Schubert disse mesmo « Das Zeug soll der Teufel spielen » (« O diabo devia tocar isto »), fazendo referência à sua própria incapacidade de executar o final de forma correcta.

## História
A obra foi composta na sequência de uma encomenda de um virtuoso vienense, Emmanuel von Liebenberg de Zsittin.
Publicada em fevereiro de 1823 com o nome « Fantaisie pour le Pianoforte » pelas edições Cappi & Diabelli, a menção Wanderer foi adicionada no final do século XIX: o tema do Adagio é semelhante ao tema do lied Der Wanderer (D. 493) que Schubert escrevera em 1816.
É uma das raras obras de Schubert feitas por encomenda. É ainda a única fantasia de Schubert editada durante o seu tempo de vida. 

## Estrutura
Os quatro movimentos encadeiam-se por fermatas e executam-se em pouco mais de vinte minutos :
1. Allegro con fuoco ma non troppo, 4/4, dó maior, 188 compassos (cerca de 6 minutos e 25 segundos)
2. Adagio, 2/2, dó sustenido menor, 56 compassos (cerca de 6 minutos e 35 segundos)
3. Presto, 3/4, lá bemol maior, 353 compassos (cerca de 4 minutos e 50 segundos)
4. Allegro, 4/4, dó maior, 123 compassos (cerca de 4 minutos)

O tema recorrente e o ritmo em mudança formam uma fantasia, e a divisão em quatro movimentos tradicionais (Allegro, Adagio, Presto e Finale) lembra a forma sonata. Os quatro movimentos são construídos em volta do tema do Adagio.

Coral da morte do lied « La Jeune Fille et la Mort »

A fórmula rítmica usada ao longo da obra (uma longa, duas breves) tem por base a do coral da morte, do lied La Jeune Fille et la Mort, escrito em 1817.

### Segundo movimento
O tema e as variações que se seguem desenvolvem o lied Der Wanderer. As quatro variações alternam ré♭ maior e dó♯ menor: as alternâncias interligam-se e dão a impressão de aumentar a velocidade sem mudar o tempo (isto é característico das obras de Beethoven).

### Terceiro movimento
Repete os motivos do primeiro movimento e imita o contexto melódico, o ritmo e a dinâmica mas num ritmo a três tempos.

### Quarto movimento
É a parte virtuosa da fantasia. O Allegro final começa por uma fuga que não dura senão 33 compassos. Certas variações são como citações directas das obras de Beethoven, em particular da sua sonata 32. A tonalidade em dó maior é conservada em todo o movimento, excepto quando há algumas modulações de que retornam à tonalidade original.

## Variações sobre o liedDer Wanderer
Schubert reutilizou o acompanhamento do segundo compasso do seu lied Der Wanderer (a parte em dó sustenido menor correspondente aos versos Die Sonne dünkt ... Ich bin ein Fremdling überall.) como motivo de base para todos os temas da fantasia D.760. O Adagio começa por uma versão enriquecida deste:

Acompanhamento do segundo trecho do lied Der Wanderer D.493

Início do Adagio da fantasia para piano D.760

## Transcrições de Franz Liszt
Franz Liszt fez várias transcrições desta obra:
- uma para piano e orquestra, que aumentou a dificuldade técnica da parte de piano do arranjo, S.366 (1851) ;
- uma para dois pianos, S.653 (1859) ;
- uma para piano solista que tem algumas modificações, estando reescrito completamente o último movimento, S.565a (1868).

Il a pris cette fantaisie comme modèle pour sa Sonate en si mineur.

## Anexos